# Lainez Point
Der Lainez Point (französisch Cap Lainez) ist eine Landspitze an der Westküste der westantarktischen Pourquoi-Pas-Insel. Sie bildet die Nordseite der Einfahrt zur Dalgliesh Bay vor der Fallières-Küste des Grahamlands auf der Antarktischen Halbinsel.
Entdeckt wurde die Landspitze bei der Fünften Französischen Antarktisexpedition (1908–1910) unter der Leitung des Polarforschers Jean-Baptiste Charcot. Charcot benannte sie nach Manuel Láinez (1852–1924), Gründer und Verleger der argentinischen Zeitung El Diario, der Charcots Expedition unterstützte. Das UK Antarctic Place-Names Committee übertrug am 20. September 1955 die französische Benennung ins Englische, dem sich das Advisory Committee on Antarctic Names im Jahr 1963 anschloss.